# 越中八尾駅
越中八尾駅（えっちゅうやつおえき）は、富山県富山市八尾町福島にある、西日本旅客鉄道（JR西日本）高山本線の駅である。

## 概要
特急「ひだ」が全て停車し、富山駅 - 当駅間の区間運転普通列車が設定されている。
毎年9月1日 - 9月3日の「おわら風の盆」開催に合わせて、当駅を発着する臨時列車（快速列車含む）が運行される。また、コロナ禍前には、当該期間中の始発列車発車前にホームで「見送りおわら」が実施された。

## 歴史
- 1910年（明治43年）

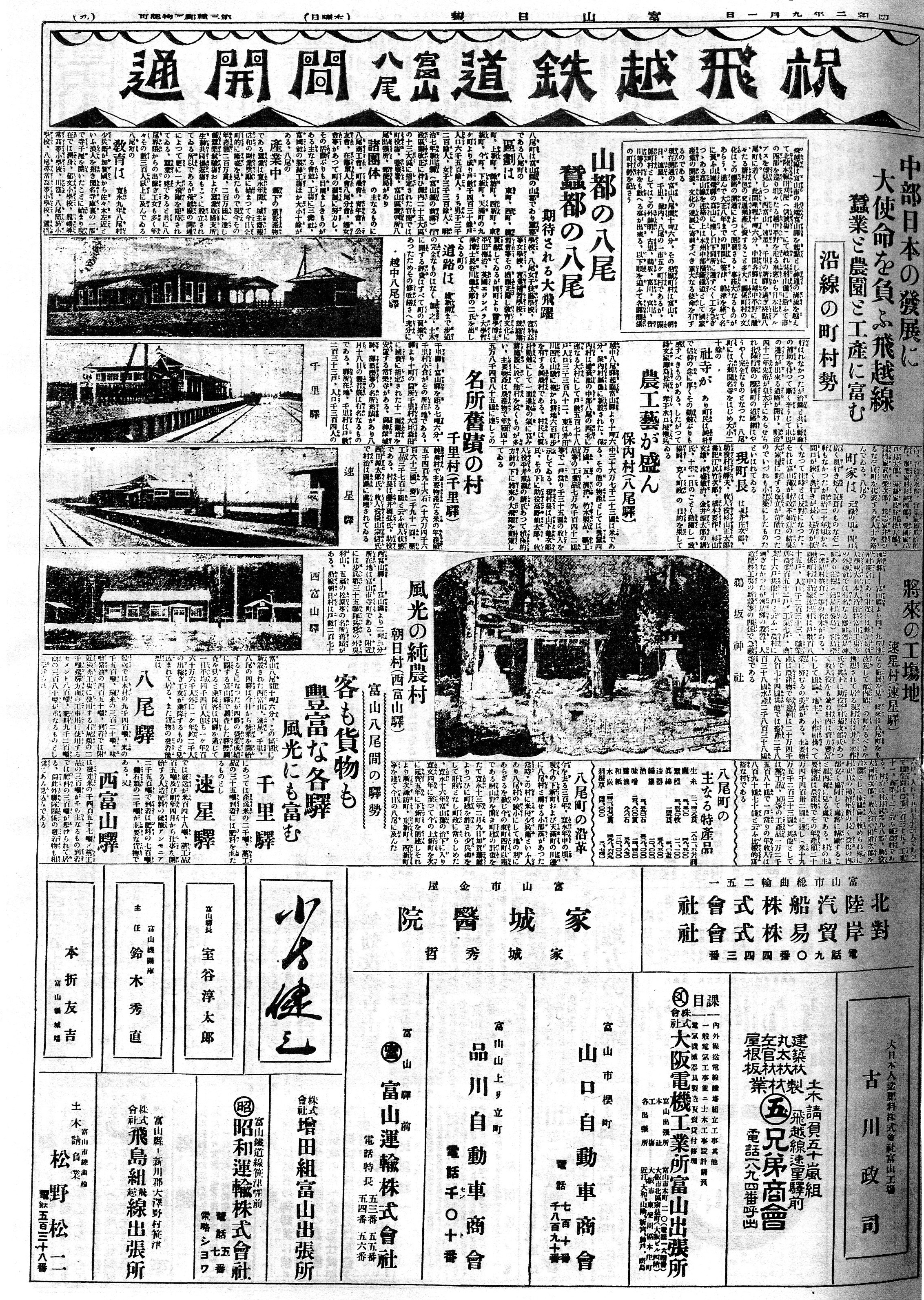
飛越線富山 - 越中八尾間開業を報道する新聞記事。当駅駅舎の写真もある。

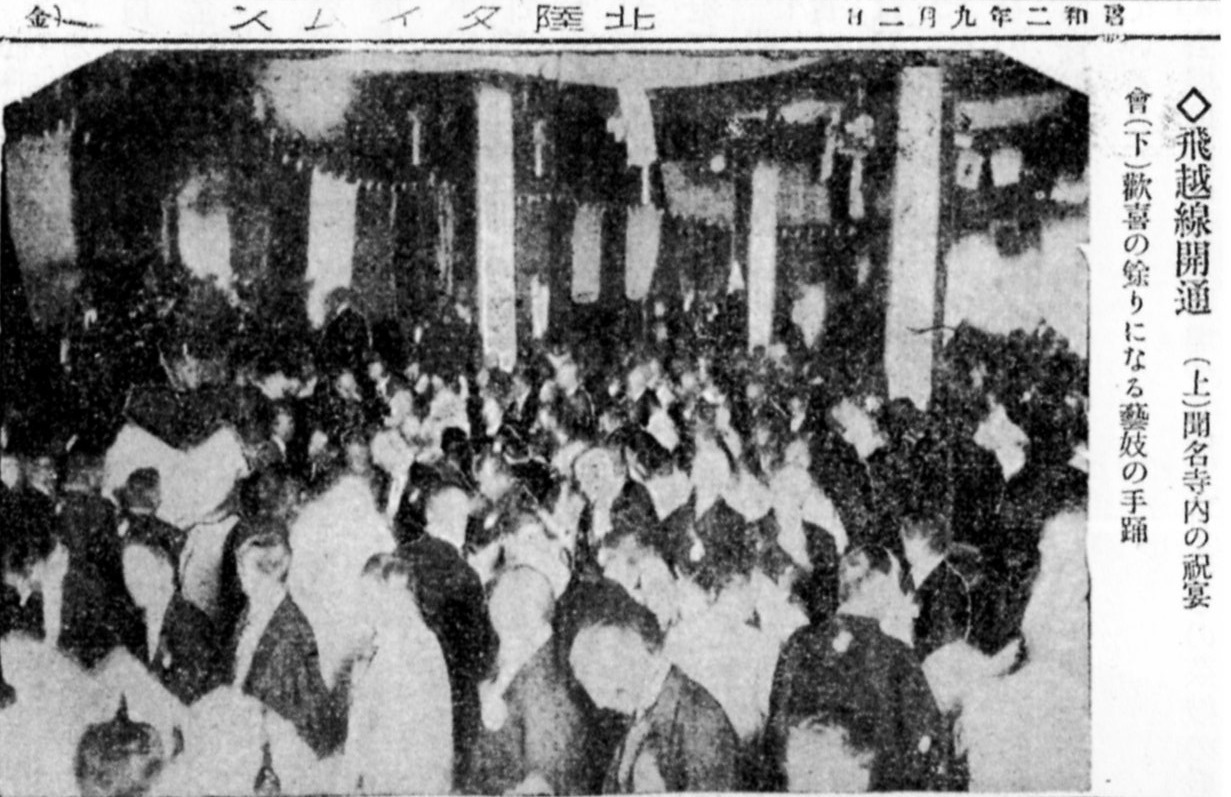
聞名寺における飛越線開業祝宴会

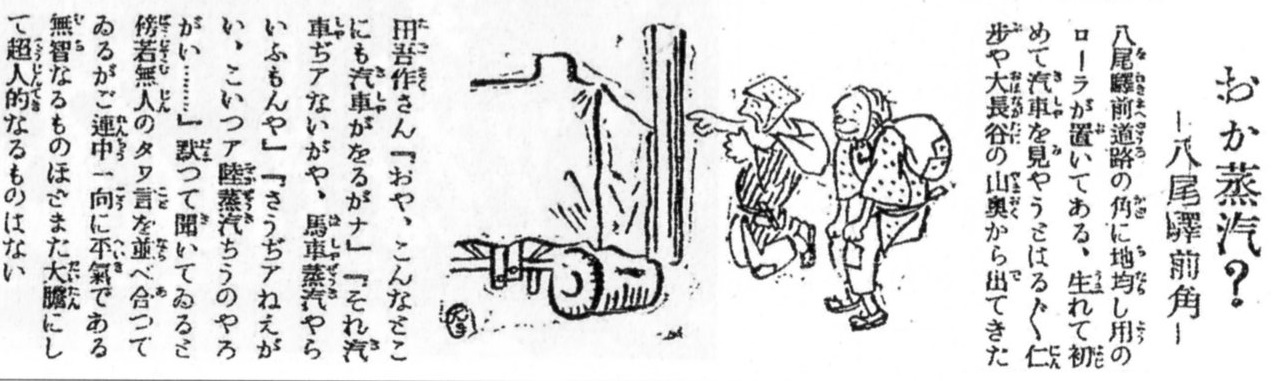
当駅開業当時の小話

  - 7月3日：鉄道院による路線調査を行っていた下呂温泉滞在中の技師を婦負郡八尾町長西田兵太郎が訪問、飛越線（現・高山本線）建設に際して八尾町に線路を敷設する旨を陳情する[8]。
  - 8月27日：飛越鉄道期成婦負同盟会役員はこれを婦負郡古里村長沢まで出迎え、八尾町主催歓迎会を催行し、飛越線の当町通過について協力を要請する[8]。
- 1911年（明治44年）2月：婦負郡の22町村長連署の陳情書を貴族院及び衆議院へ提出[8]。
- 1920年（大正9年）1月：飛越鉄道期成婦負同盟会の熱心な誘致運動を受け、政府提出の飛越線予定線路地図が富山より八尾、笹津、猪谷、古川を経て高山に至る路線に改正される[8]。
- 1922年（大正11年）4月11日：改正鉄道法別表第65号において「富山県八尾ヨリ福光ヲ経テ石川県金沢附近ニ至ル鉄道」の敷設が予定され[9]、これに伴い、分岐点として飛越線八尾通過が最適とされる[10]。
- 1923年（大正12年）6月20日：鉄道省において調査審議を行っていた富山 - 八尾間の建設線路が決定する[10]。
- 1927年（昭和2年）9月1日：鉄道省飛越線当駅 - 富山駅間通時に終着駅として開設。一般運輸営業開始[1][11]。当駅の位置は当初、婦負郡杉原村黒田への建設が予定されていたが、その場合八尾町中心より一里も離れることとなるので、これを憂慮した八尾町長橋爪秀太郎及び助役渡辺常太郎等が小長谷附近への変更を陳情した[8]。その後諸般の事情を調査した結果、当駅は現在地である婦負郡保内村大字福島に開業することとなった[1][8][11]。
- 1929年（昭和4年）10月1日：当駅 - 笹津駅間延伸、途中駅となる[12]。
- 1934年（昭和9年）10月25日：線路名称改定。飛越線が高山本線へ編入、同線の駅となる[13]。
- 1956年（昭和31年）6月1日：当駅 - 笹津駅間に東八尾駅新設[14]。
- 1971年（昭和46年）10月1日：営業範囲改正。貨物取扱廃止。旅客、手荷物及び小荷物を取扱う駅となる[15]。
- 1974年（昭和49年）10月1日：営業範囲改正。旅客及び荷物を取扱う駅となる[16]。
- 1977年（昭和52年）
  - 8月17日：駅前に観光案内の看板を掲出する[17]。
  - 8月20日：当駅開業50周年紀念式典開催[17]。
- 1979年（昭和54年）8月28日：欅製駅名標（幅2.2m、縦43cm、厚さ4.5cmのケヤキ製）を掲出する[17]。この駅名標は富山県議会議員の橋爪辰男による揮毫で、彫刻は八尾町の上野勉が担当し、塗師は柴田幸治がこれを務めた[17]。
- 1985年（昭和60年）3月14日：営業範囲改正。荷物扱い廃止[18]。
- 1987年（昭和62年）
  - 3月31日：営業範囲改正。荷物（新聞紙に限る）扱い再開[19]。
  - 4月1日：国鉄分割民営化に伴い、西日本旅客鉄道（JR西日本）の駅となる[20]。
- 1993年（平成5年）8月20日：駅西口と東口を結ぶ跨線橋『町道八尾駅東西線』（延長84m）完成[21]。
- 2002年（平成14年）7月23日：みどりの窓口開設[22]。
- 時期未定：みどりの窓口営業終了（予定）。終日無人駅化（予定）[23][24]。

## 駅構造
単式ホーム1面1線と島式ホーム1面2線、計2面3線を有する地上駅である。島式2・3番のりばへは跨線橋で連絡している。駅舎は木造駅舎で開業以来のものであり、1925年に七尾駅が移転した後に旧駅舎が移築されたものといわれる。
北陸広域鉄道部管理の業務委託駅（JR西日本金沢メンテック受託）。みどりの窓口が設置されている。かつては売店が存在していたが、2015年（平成27年）2月末で撤退した。

### のりば
| のりば | 路線      | 方向 | 行先           | 備考               |
| ------ | --------- | ---- | -------------- | ------------------ |
| 1      | ■高山本線 | 下り | 富山方面       | 猪谷方面からの直通 |
| 2      | ■高山本線 | 上り | 猪谷・高山方面 |                    |
| 3      | ■高山本線 | 下り | 富山方面       | 当駅始発の列車     |
| 3      | ■高山本線 | 上り | 猪谷・高山方面 | 一部列車のみ       |

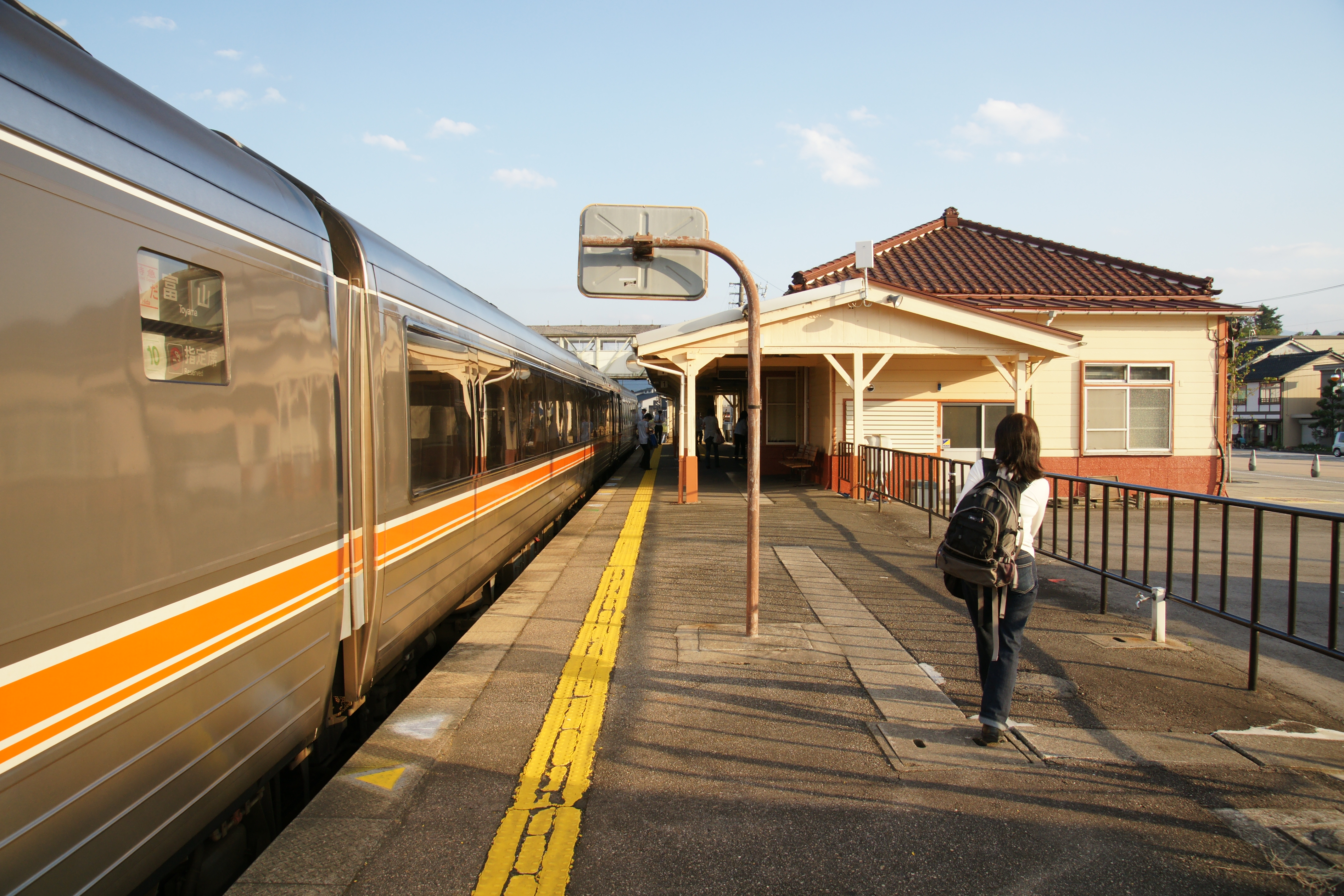
ホーム（1番のりば）
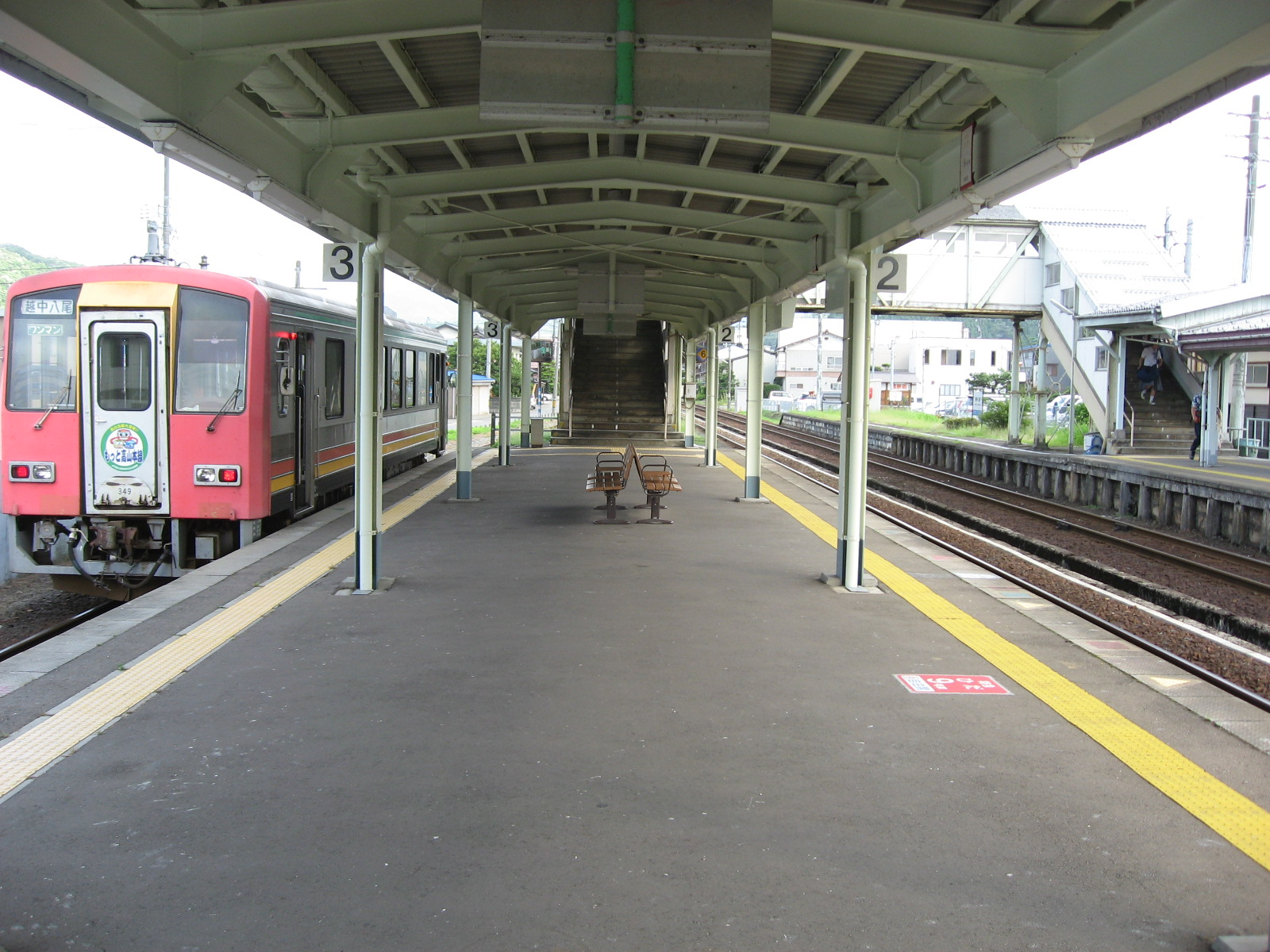
ホーム（2・3番のりば）

## 利用状況
「富山県統計年鑑」・「富山市統計書」によると、近年の1日平均乗車人員の推移は以下の通り。
| 年度   | 1日平均 乗車人員 |
| ------ | ---------------- |
| 1995年 | 1,084            |
| 1996年 | 1,081            |
| 1997年 | 1,029            |
| 1998年 | 1,022            |
| 1999年 | 1,029            |
| 2000年 | 1,095            |
| 2001年 | 1,048            |
| 2002年 | 991              |
| 2003年 | 971              |
| 2004年 | 911              |
| 2005年 | 897              |
| 2006年 | 900              |
| 2007年 | 940              |
| 2008年 | 932              |
| 2009年 | 889              |
| 2010年 | 871              |
| 2011年 | 825              |
| 2012年 | 836              |
| 2013年 | 857              |
| 2014年 | 868              |
| 2015年 | 916              |
| 2016年 | 920              |
| 2017年 | 948              |
| 2018年 | 990              |
| 2019年 | 991              |
| 2020年 | 749              |
| 2021年 | 766              |
| 2022年 | 823              |
| 2023年 | 847              |

## 駅周辺

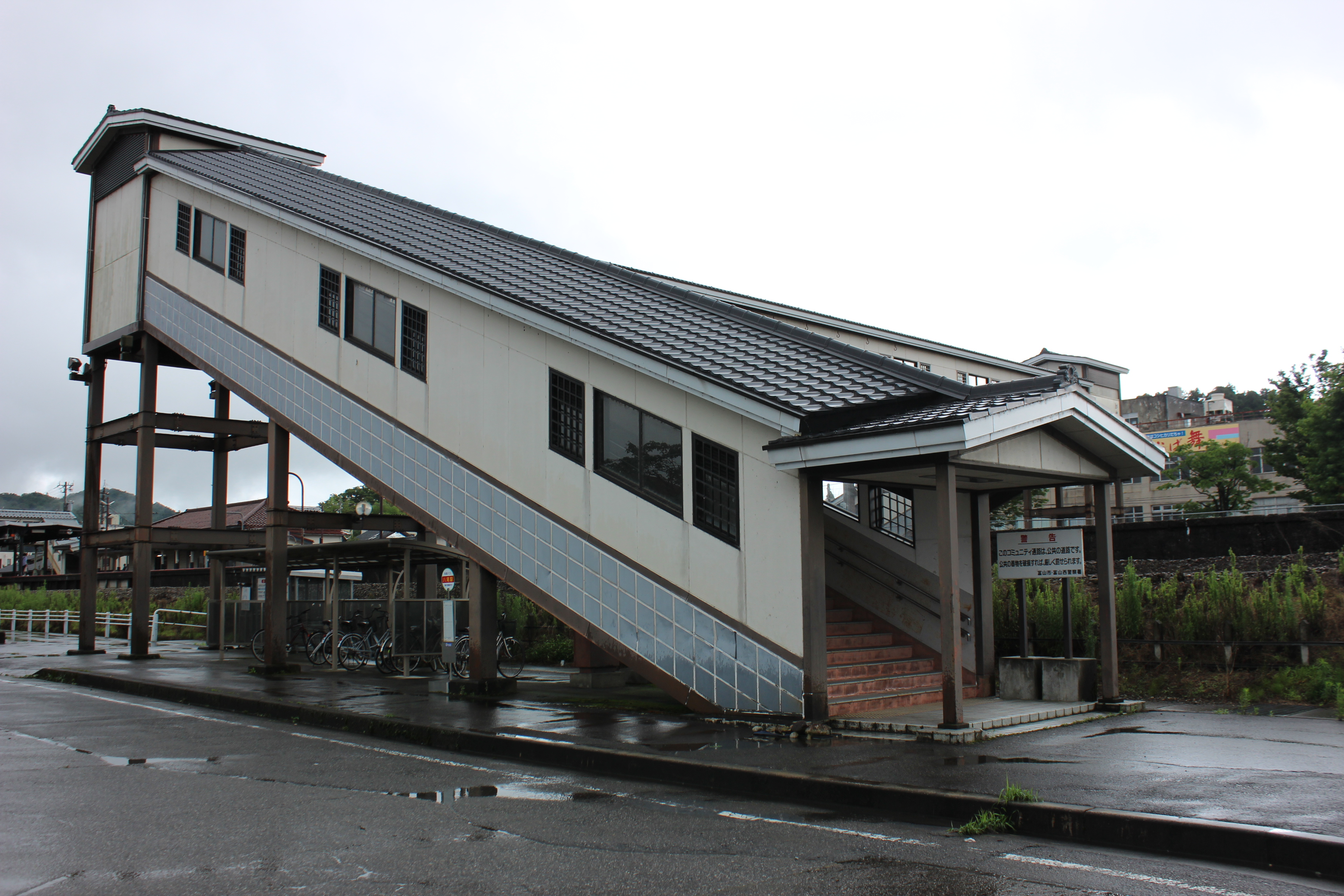
越中八尾駅そばにある自由通路

八尾の市街地。商店などもある。富山方面に一般通行者用の跨線橋がある。
- あおば農業協同組合（JAあおば）本店
- 富山県立八尾高等学校

以下は駅より1~2km南方、「旧町」と称される地区に所在する。
- 八尾おわら資料館[31]
- 越中八尾観光会館

## 隣の駅
※特急「ひだ」の隣の停車駅は列車記事を参照。
西日本旅客鉄道（JR西日本）
■高山本線
東八尾駅 - 越中八尾駅 - 千里駅